# メタ女
『メタ女』（メタじょ）は、R-Forceソフトウェアが開発したシミュレーションRPG型のゲームソフト。1996年、Intel 80386以上でEGCを搭載したPC-9800向けに登場した。発売時のブランド名は「ANJIN」。
1作目の『府メ女（同人版）』と、2作目の『メタ女』、そして3作目の『ツァイ・メタ女』が存在する。

## 概要
府立メタトポロジー大学付属女子高校で繰り広げられる抗争を描いている。女子高生同士が殺し合いの闘争をするという設定や高い操作性、出来の良いバックミュージックが話題を呼んだ。初めは同人版であり、ソフトベンダーTAKERUなどで流通した。
主人公は1200年の伝統を持つ女子校のとあるクラブに所属する。火器・剣術・魔術などの乱れ飛ぶ戦場を味方と共にくぐり抜け、陰謀によってつぶされた自分のクラブの復興を目指していく。キャラクターは戦闘によって経験値を積むことで、新たなスキルを獲得していく。戦闘中に出てくる作戦や選択肢の選び方によって、展開が変わるマルチシナリオシステムを採用している。
演出がやや控え目、ストーリーが中盤で終了、成長システムが簡素など、いわゆるプロト版と呼べるものに当たる。しかし、同じキャラクターでも口調やデザインが違う、中間に一枚絵のカットが入るなど、同人版ならではの要素も多々あった。なお、仕様により説明書は紙媒体ではなくゲーム中に入っている。タイトル画面での表記は『府立メタトポロジー大学付属女子高校』であり、略称の『府メ女』は製品版であり2作目である『メタ女』の説明書に即したものになる。
2作目はタイトル画面での表記から『メタ女』であるが、正式タイトルは『府立メタトポロジー大学付属女子高校SP』であるためSPの有無で区別をつけようとしたものと思われる。商業化にあたり、よしみの乱以降の建都1200年の乱を最後までプレイできるようになった。また、エンディングAからHまでのマルチエンディングを採用している。
3作目である『再（ツァイ）メタ女』は上述の製品版『メタ女』の続編にあたるが、ゲーム中のメッセージで続編を作る気がない旨を告知しており事実上の最終作となる。

## 登場人物
登場人物は敵味方含め、すべて女子高生。各種音源に対応しており、いずれかのキャラクターもセリフをCD-ROMに近い音質で収録されている。

### メタ女
田中 真由美（たなか まゆみ）
天文部西支部の支部長。よしみの乱により簒奪された天文部本部部室を奪還すべく行動を起こす。
佐藤 乃理子（さとう のりこ）
真由美の同期。常に出世で先を行く真由美に内心嫉妬していた。
鈴木 由比（すずき ゆい）

山田 卓美（やまだ たくみ）
天文部本部付きの弓兵。よしみの乱で本部部室が壊滅する際、部長陛下に真由美の指揮下に入るよう言い含められて逃げのびてきた。
高橋 まりえ（たかはし まりえ）
本部壊滅後、落ち部員として逃げのびていたがネオ天文部の捕虜として連行される。偶然通りかかった真由美一向に救出され、行動を共にする。
琴 絵里香（こと えりか）
ネオ天文部にスピンアウトしたものの思い直し、天文部とともに生物部に挑む。
リサリサ G 木村（りさりさ ぐれいしー きむら）

江戸 ビンセン J よしみ（えど びんせん じょー よしみ）
天文部を離反しネオ天文部を設立、よしみの乱を起こす。
紅木本 花蘭（べにきもと からん）
生物部部長。よしみを焚き付けて天文部を壊滅させた黒幕。よしみの乱を前哨戦とした建都1200年の乱を起こし、メタ女を大混乱に陥れる。
イワドリッヒ静子御前（いわどりっひしずこごぜん）
手芸同好会部長。ネオ天文部を密かにバックアップしていた。
デビル ヒデ子（でびる ひでこ）
生徒会副会長。ネオ天文部を密かにバックアップしていた。ツァイ・メタ女に登場する柿ノ木正美の前任者。
東藤 雅子（とうどう まさこ）
生徒会会長。強力な生徒会軍を擁しており、建都1200年の乱の鎮圧に乗り出す。続編のツァイによると、諜報部第一課を束ねている。

### ツァイ・メタ女
浅野 百合香
生徒会諜報部第三課に所属。百合香小隊隊長。
井上 由希子
諜報部第三課課員。百合香とは入学時からの親友。
伊藤 かほり
諜報部第三課課員。鍵開けの特殊技能を持つ。
中村 柚葉
生徒会諜報部第三課に所属。柚葉小隊隊長。
クリスティーナ C ドゥニア（クリス）
任務の激化に応じて柿ノ木副会長から増援要員として派遣されてきた。
霧島 はるか
生徒会副会長柿ノ木正美の側近。任務の激化に応じて柿ノ木副会長から増援要員として派遣されてきた。
柿ノ木 正美
生徒会副会長。諜報部第三課・第四課を束ね、メタ女に恒久平和を齎すべく尽力している。
ジョル＝徐＝ニーニョ
生徒会三大派閥の一角であり、諜報部第二課を束ねる。